# Associazione Nazionale Atleti Olimpici e Azzurri d'Italia
L'Associazione Nazionale Atleti Olimpici e Azzurri d'Italia (ANAOAI) è un'associazione apolitica e apartitica che riunisce gli atleti e le atlete che abbiano indossato almeno una volta la maglia azzurra gareggiando nelle rappresentative nazionali delle discipline sportive riconosciute dal Comitato Olimpico Nazionale (CONI).
Rappresenta in ambito italiano la World Olympians Association (WOA), l'Associazione internazionale che riunisce gli Olimpionici di tutto il mondo.
Svolge attività di promozione dello sport a livello locale, nazionale ed internazionale.
Attualmente fanno parte dell'Associazione circa 9.000 soci ripartiti in 72 sezioni ubicate su tutto il territorio italiano.
L'Associazione ha creato il Museo della maglia azzurra, che presenta al pubblico le Maglie Azzurre di famosi Campioni. È disponibile l'Albo ufficiale delle donazioni, che è anche il catalogo del Museo. Il Museo, con sede a Roma, è itinerante, cioè viene allestito in occasione di importanti manifestazioni sportive in tutta Italia.

## Origini
L'ANAOAI è stata costituita statutariamente nel 1948 da parte di un gruppo di 18 atleti, quasi tutti reduci dai Giochi Olimpici di Londra disputati quell'anno. Il 17 aprile 1957 l'Associazione veniva ufficialmente fondata con atto notarile.

## Riconoscimenti
Nel 1977, l'ANAOAI è stata riconosciuta dal CONI "Associazione benemerita di interesse sportivo", per il fatto di svolgere "attività di natura culturale realizzate per diffondere e promuovere l'idea di sport, i suoi ideali e valori, attraverso iniziative promozionali a carattere organizzativo, di stampa e similari".